# Folkmord

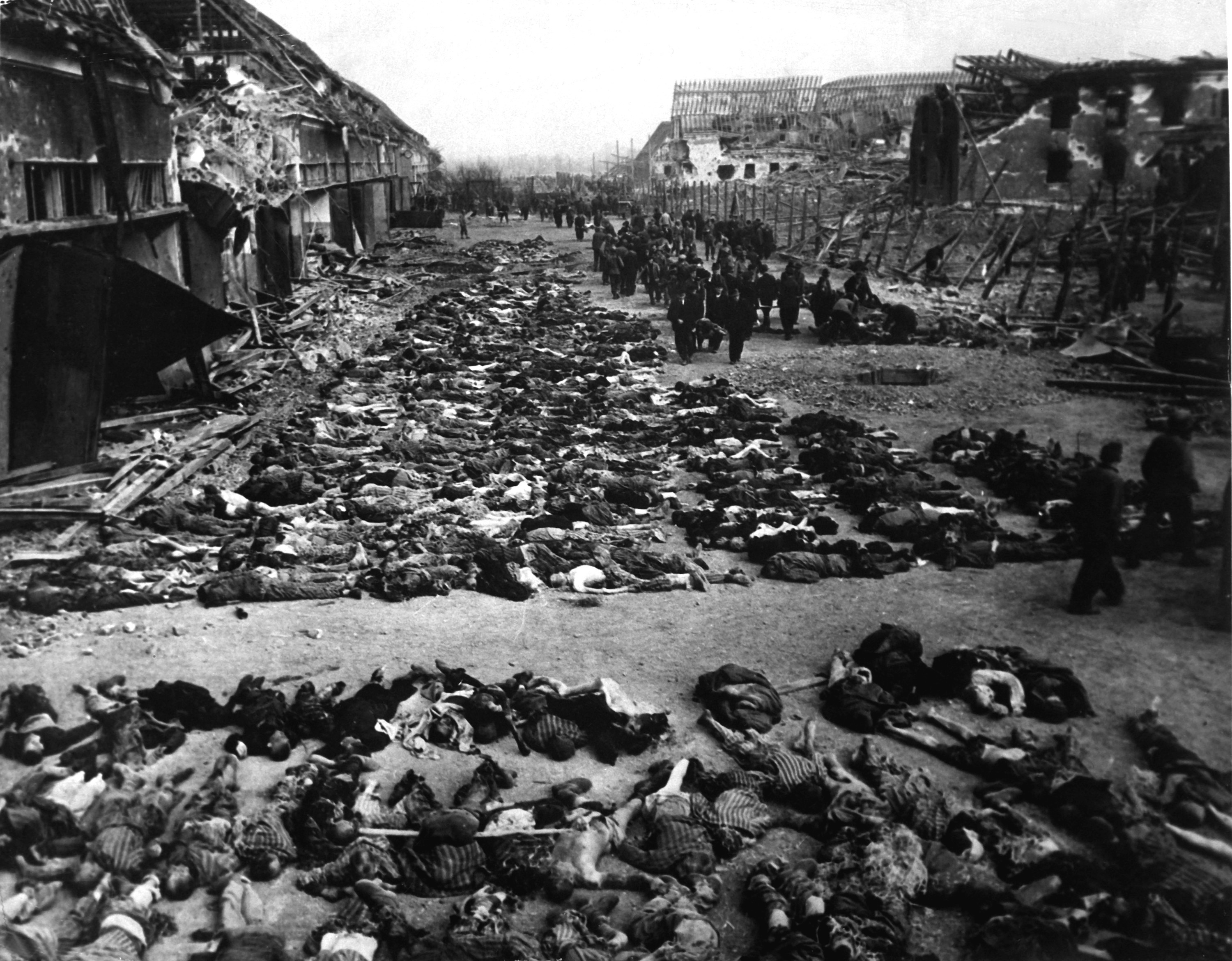
Lik i Nordhausens koncentrationsläger, andra världskriget.

Folkmord, även kallat genocid, är avsiktliga och systematiska handlingar i syfte att helt eller delvis förinta en grupp utvald eller definierad genom nationalitet, etnicitet, ras eller religiös tillhörighet.
Brottsrubriceringen folkmord togs i bruk inför Nürnbergprocessen i följderna av det andra världskriget. Begreppet genocid introducerades och definierades av den polske juristen Raphaël Lemkin. Den definierades som "mord, utrotande, förslavande, deportation och andra omänskliga handlingar, begångna mot någon civilbefolkning före eller under kriget, eller förföljelser av politiska, rasistiska eller religiösa skäl". År 1948 upprättades genom FN:s försorg en konvention om förebyggande och bestraffning av brottet folkmord (genocide). I artikel II definieras som folkmord vissa uppräknade gärningar under förutsättning att de förövats i avsikt att helt eller delvis förinta en nationell, etnisk, rasmässigt bestämd eller religiös grupp som sådan.
Gärningarna som räknas upp i konventionen är 
1. Att döda medlemmar av gruppen
2. Att tillfoga medlemmar av gruppen svår kroppslig eller själslig skada
3. Att uppsåtligen påtvinga gruppen levnadsvillkor, som är avsedda att medföra dess fysiska undergång
4. Att genomföra åtgärder, som är avsedda att förhindra födslar inom gruppen
5. Att med våld överföra barn från gruppen till annan grupp.[1]

Folkmordskonventionen är en del av folkrätten. Förbudet mot folkmord anses förpliktiga även stater som inte ratificerat konventionen. Förbudet är vad man kallar jus cogens.

## Folkmordens historia
Olika historiker och folkrättsexperter är oense huruvida folkmord är en relativt "ny" företeelse i historien (drygt 100 år gammal) eller om det är något som förekommit så länge människor krigat mot varann och organiserat sina samhällen i stater.
Ett exempel som talar för den senare uppfattningen är folkmordet på midjaniterna som beskrivs i Bibelns Fjärde Mosebok kapitel 31 och som utfördes som hämnd av israeliterna på uppdrag av Gud. Mose sände en armé om 12 000 man som brände alla städer och tältläger i Midjan och dödade alla män och barn av mankön samt alla kvinnor som hade haft samlag med en man. Alla flickor som inte varit tillsammans med en man fick dock leva och behölls för erövrarnas egen räkning.
Djingis Khans utrotande av tanguterna i nordvästra Kina 1225 har kallats för ett folkmord.
De västeuropeiska kolonialstaternas dödande av människor i Asien, Afrika och Amerika brukar inte betecknas som folkmord, även om t.ex. Belgiens välde i Belgiska Kongo dödade flera miljoner kongoleser. Utrotandet av ursprungsbefolkningen på Tasmanien - de tasmanska aboriginerna - i slutet av 1800-talet har benämnts som ett folkmord.
Att frågan splittrar forskarvärlden beror på flera olika faktorer – dels råder ingen enighet om vad folkmord egentligen är. Kritiker menar till exempel att FN:s definition är alltför snäv. För det första inkluderas bara grupper kategoriserade efter nationalitet, etnisk tillhörighet eller religion och för det andra måste det finnas ett uppsåt, det vill säga målsättning från förövarna att verkligen helt eller delvis fysiskt utplåna en sådan grupp.

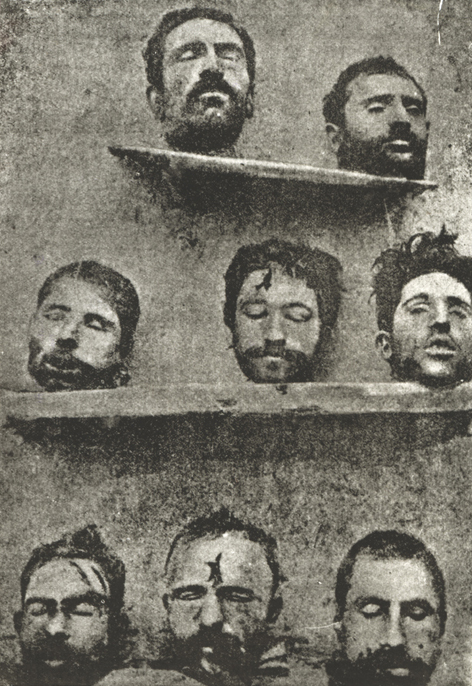
Åtta offer för det armeniska folkmordet.

Med FN:s definition är förintelsen - det vill säga Nazitysklands försök att utrota Europas judar och romer, turkarnas systematiska utrotning på armenier och assyrier (assyrier/syrianer) samt även greker under första världskriget (folkmordet på armenierna) eller massakrerna på Tutsis i Rwanda (folkmordet i Rwanda) år 1994 exempel på folkmord. Däremot skulle stora delar av Josef Stalins kampanj jezjovsjtjina 1936–1938 och andra liknande aktioner före och efter andra världskriget i Sovjetunionen inte vara folkmord. Miljontals människor avrättades 1936–1938 eller förvisades till Gulag (där många avled) där offren inte tillhörde en kategori baserad på nation, etnicitet eller religion. Det drabbade alla (oavsett folkgrupp etcetera) som regimen klassade som ”folkfiender” och det inkluderade även många medlemmar i kommunistpartiet. Däremot är enligt nämnda definition Stalinregimens deportationer av vissa folkgrupper före, under och efter andra världskriget att likställa med folkmord. Skulle man utvidga folkmordsbegreppet till att även omfatta social tillhörighet, klasser och politisk åskådning, så var det folkmord liksom kulakutrotningen i slutet av 20- och början av 30-talet och den "röda terrorn" under Stalins ledning.
Dock ägde ett etniskt rensningsförsök rum  23 februari 1944, då tjetjener och ingusjier från norra Kaukasus skickades till Kazakstan och Kirgizistan för att dö av hunger, då Stalins främste bödel ansåg dem som antisovjetiskt inriktade, och även som sympatisörer till nazisterna. Tjetjenerna och de närbesläktade ingusjierna hade fösts in i tågvagnar utan några personliga tillhörigheter, förutom de kläder de bar, och skickats iväg.
Soldater från Röda armén med etnicitet från Tjetjenien hade dock ingen aning om detta och bland dem fanns även soldater som deltagit i Berlins fall. Även de skickades efter krigets slut till sina familjer.

Om man förhåller sig till de brott mot mänskligheten som begicks under andra världskriget menar kritikerna att detta är klara exempel på att FN:s definition inte på långa vägar räcker till för att klassificera många av brotten som folkmord, vilket de enligt kritikerna egentligen var. Som exempel kan nämnas att Endlösung (Förintelsen) inte bara berörde judar, romer, sinti och slaver. Utrotningsprogrammet omfattade även funktionshindrade, homosexuella, fackföreningsmän, frimurare, kommunistsympatisörer, andra politiska motståndare med flera. Ingen av dessa kategorier utgör någon nationalitet, etnisk eller religiös grupp och skulle då, om man tolkar FN:s formulering ordagrant, inte utsatts för folkmord, trots att målet faktiskt var att fysiskt eliminera dessa grupper.

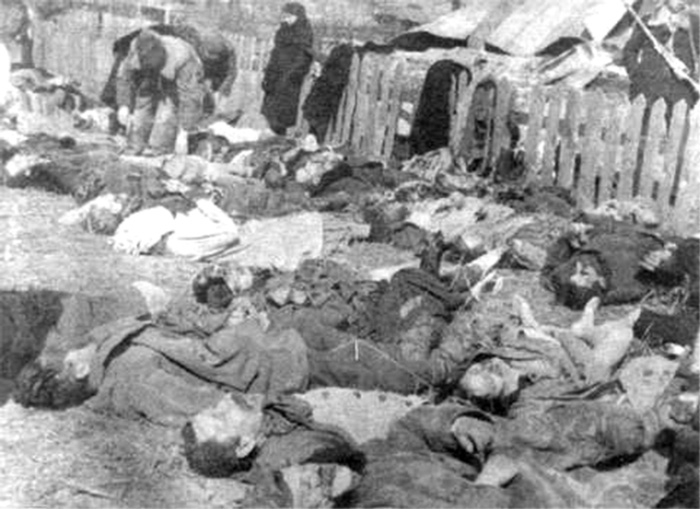
Offer för en massaker som begåtts av Organisationen för ukrainska nationalisters (OUN) militära gren UPA i Volynien i dåvarande Polen (nu Ukraina), 1943.

Nazityskland förövade dessutom, framförallt i Östeuropa, mord och tortyr mot civilbefolkningen, även om de inte tillhörde ovan nämnda grupper. Uppemot 17 miljoner civila sovjetmedborgare dog under andra världskriget och de allra flesta föll offer för den tyska krigsmaktens framfart och följderna av den (till exempel svält). Polen led under kriget större förluster än något annat land i förhållande till folkmängden, omkring 6 miljoner döda av 35 milj invånare. Den överväldigande delen av dessa var civila, varav ca hälften var etniska polacker och således inte omfattades av de grupper som fysiskt skulle förintas. Tilläggas kan att även Sovjetunionen begick svåra människorättsbrott mot polacker 1939–1940, vilket också var tillfället med Organisationen för ukrainska nationalister, OUN. De har anklagats för folkmord och massiva etniska rensningar under andra världskriget, för att de inför upprättandet av en ukrainsk stat ville att alla icke-ukrainare (främst polacker och judar) i Volynien och Galizien skulle försvinna. I den Oberoende staten Kroatien, närmare sagt koncentrationslägret i Jasenovac dödade den kroatiska fascistiska Ustaša-rörelsen med tyskarnas goda minne hundratusentals serber och judar. Även de axel-allierade länderna Ungern, Bulgarien och Rumänien dödade civila under kriget. Dessa massmord ryms emellertid under gällande definitioner.
Ett annat omdiskuterat fall på folkmord under andra världskriget enligt många är Japans krigföring i Östasien och Stilla havet som präglades av extrem brutalitet mot civilbefolkningen och miserabel behandling av krigsfångar. Kanske så många som 20 miljoner civila kineser dukade under för japansk krigskrigföring och dess följder men däremot fanns ingen uttalad målsättning att utrota kineserna som grupp och då blir det svårt att kalla det folkmord, åtminstone enligt FN:s gällande definition.
En del menar att även de allierade under andra världskriget begick folkmord. Man syftar då till exempel på bombningarna mot tyska och japanska städer och röda arméns massakrer och massvåldtäkter på civila tyskar i krigets slutskede. Bombningarna dödade hundratusentals civila i både Japan och Tyskland med atombomberna mot Hiroshima och Nagasaki som "klimax". Vidare lemlästades ännu fler och miljontals blev hemlösa. Men en avgörande skillnad vad gäller bombningarna och Endlösung är att amerikaner och britter aldrig hade ett uppsåt att utrota tyskar eller japaner som grupp. När Tyskland och Japan väl kapitulerade upphörde bombningarna och den massdöd som de orsakade. Att historierevisionister dessutom framfört liknande resonemang för att relativisera nazisternas förintelsepolitik gör detta till ett känsligt ämne.
Historikerna Kristian Gerner och Klas-Göran Karlsson menar att det utan tvekan finns seriösa skäl att utvidga gällande definition men att det inte är oproblematiskt att dra en "ny" gränslinje för folkmordsbegreppet. Hur många grupper utöver de som nu omfattas ska inkluderas, ska begreppet "uppsåt" slopas och så vidare? Inkluderar man samtliga etniska, nationella, religiösa, politiska och socioekonomiska minoriteter, handikappade, homosexuella etc. riskerar begreppet folkmord att bli urvattnat enligt dem. Samtidigt finns det de som hävdar att alla former av massmord på civila borde jämställas med folkmord. En följdfråga kan då naturligtvis bli vad innebär massmord? 100 dödade, 1000 dödade, 100 000 dödade? Var går gränsen mellan "massaker" och folkmord?
Eftersom det inte finns någon enighet om definition av vad folkmord egentligen är råder ingen enighet om hur länge sådana brott begåtts. En del menar som nämnts att folkmorden är en företeelse som i princip hör hemma i 1900-talet. Andra menar att folkmord begåtts i tusentals år. Exempel på "förmoderna" folkmord skulle till exempel vara korstågen, andra religiöst motiverade krig, häxförföljelserna och den katolska kyrkans hänsynslösa förföljelser av grupper med "fel" kristen tro under medeltiden. Andra (det finns fler) exempel skulle kunna vara mongolernas erövringskrig under 1200-talet, Timur Lenks härjningar i slutet av 1300-talet, utrotningen av indianerna i Nord- och Sydamerika, romarnas erövring av Gallien och krossandet av det judiska upproret 66–70 e.Kr.
I samtliga fall utövades massvåld mot civila och krigsfångar som ackumulerat av allt att döma krävde många fler dödsoffer än hela andra världskriget. Om man tar Djingis Khan som exempel dödades sannolikt många miljoner (vissa hävdar tiotals miljoner) civila under erövringarna 1206 fram tills hans död 1227. Erövringskrigen fortsatte, med vissa avbrott, med samma brutalitet efter hans död fram till 1294, när barnbarnet Khublai Khan avled. Men våldet riktade sig inte mot specifika grupper. Alla som stod i vägen för Djingis Khans och hans ättlingars erövringskrig och som inte underkastade sig utan strid massakrerades. Det spelade ingen roll om man var kines, turk, pers, ryss eller arab och det finns ingenting som tyder på att Djingis Khan och hans söner och sonsöner hade några som helst planer på att utplåna hela folkgrupper just därför att de var till exempel perser.
Vad gäller utrotningen av indianerna finns det ingen forskare som förnekar att de behandlades fruktansvärt illa av de europeiska stater som erövrade deras land/länder. Resultatet av den förda politiken var många miljoner indianers död och en drastisk minskning av ursprungsbefolkningen. I den karibiska övärlden utplånades urbefolkningen helt. Däremot är det svårare att belägga att kolonialmakterna hade som målsättning att utrota indianerna. Majoriteten anses ha dödats av de sjukdomar som européerna förde med sig, särskilt i Syd- och Mellanamerika. Det finns emellertid en del som tyder på att sjukdomarna åtminstone i vissa fall spreds medvetet, med andra ord primitiv biologisk krigföring. I sådana fall blir det uppenbara fall av folkmord, även enligt gällande definitioner. Andra forskare hävdar att det brittiska styret av Indien under perioden 1765–1947 innebar det största folkmordet av alla, åtminstone vad gäller antalet döda offer. Här kan uppemot 1,5 miljarder människor ha offrats för en europeiskt styrd politik som passade indierna illa - och som förstörde deras ursprungliga samhällen.
En del av de forskare som vill hålla fast vid en mer konservativ definition av folkmordsbegreppet och att det är en ung företeelse har introducerat begreppet folkmordsliknande massakrer för att beskriva det massvåld som utövats i tusentals år före 1900-talet mot civila och krigsfångar i samband med kolonialkrig, "övriga" krig, statligt och kolonialt förtryck mm. I den kategorin skulle till exempel mongolernas krig, romarnas krig mot gallerna, förstörelsen av Karthago, massmorden på indianerna etc. enligt dem höra hemma. Vad är då skillnaden mellan "riktiga" folkmord och "folkmordsliknande massakrer"? Oerhört många människor dödades ju i båda fallen. Enligt de forskare som använder sig av begreppet finns det några på ytan kanske luddiga men ändå uppenbara skillnader:
- Till att börja med uppsåtet. Mongolerna med flera försökte som sagt aldrig att utrota hela befolkningsgrupper just för att hela gruppen som sådan ansågs sakna existensberättigande. Korsfararna utrotade aldrig hela muslimska folkgrupper och något påbud från påven att alla muslimer skulle mördas kom aldrig. Däremot dödade korsfararna oerhört många muslimer och även andra människor med icke-kristen tro (eller fel kristen tro) i otaliga massakrer.

- Teknologin, före 1900-talet begränsade teknologin möjligheterna att utrota hela befolkningsgrupper och då handlar det inte bara om vapenteknologi utan i minst lika hög grad om transportsvårigheter, samordning mm. Därmed inte sagt att vissa härskare kanske hade velat utrota vissa grupper.

- Ideologin. Den enligt dessa forskare viktigaste skillnaden. Nazister, ungturkar, Sovjetsocialister och de flesta andra massmördarna på 1900-talet byggde upp sina brott runt olika ideologier som enligt dem rättfärdigade brotten. De var "nödvändiga" för att nå slutmålet – någon sorts av utopiskt samhälle. Utan dessa visioner om "idealsamhället" hade massmorden troligen inte skett anser man. Denna typ av välutvecklade ideologier saknade romare, korsfarare, mongoler etc.

Sammantaget gjorde detta, menar även många andra historiker som inte motsätter sig en breddning av folkmordsbegreppet, att massmördandet under 1900-talet blev av ett annat slag än tidigare. Det var inte längre bara frågan om att till varje pris krossa fienden, skrämma folk till underkastelse eller massakrera och hänsynslöst utnyttja människor i kolonialkrig för att plundra länderna på deras rikedomar. Nu massmördade man folk just för att de hade oturen att tillhöra grupper som ansågs utgöra ett hinder på väg mot idealsamhället eller på något sätt ansågs motarbeta härskarens ambition att nå dit.
Ett annat begrepp som etablerades under krigen på Balkanhalvön på 1990-talet är etnisk rensning vilket i princip betyder att en folkgrupp fördrivs från sina hem bara för att de tillhör just den folkgruppen som förövarna inte anses som önskvärda. Begreppet är närbesläktat med folkmord och åtminstone en del anser att det bara vara ett annat ord för folkmord. Den behandling som USA utsatte indianerna för på 1800-talet kan mycket väl kallas etnisk rensning då hundratusentals indianer fördrevs från sina ursprungliga boplatser och/eller förvisades till reservat med usla levnadsvillkor. Många andra mördades i massakrer och ursprungsbefolkningen decimerades under ett drygt sekel med åtminstone 8 %.
Gerner och Karlsson menar att de första "äkta" folkmorden enligt gällande FN-definition begicks i slutet av 1800- och början av 1900-talet i Afrika under européernas i många fall hänsynslösa erövringar av kontinenten. Det fall som fått mest uppmärksamhet i nutid är belgarnas behandling av ursprungsbefolkningen i Belgiska Kongo. Kolonin var ursprungligen kungen Leopold II:s privata egendom under namnet Fristaten Kongo och våldet mot ursprungsbefolkningen hade sådana proportioner att man inte kan kalla det något annat än folkmord enligt Karlsson och Gerner. Under några decennier runt år 1900 beräknas 10 miljoner människor ha dödats. Även på andra håll i Afrika begick kolonialmakter folkmord, till exempel i Tyska Sydvästafrika (nuvarande Namibia). Folkmorden under 1900-talet fortsatte med folkmordet på armenierna (även kallad folkmordet på alla kristna i Turkiet, som till exempel armenier, assyrier/syrianer, greker med mera), sovjetsocialisternas massmord på egna medborgargrupper, förintelsen och en rad folkmord i efterkrigstiden t.ex. folkmordet i Rwanda och Röda Khmerernas förföljelser i Kambodja (folkmordet i Kambodja). Det finns en rad exempel på påstådda folkmord både före och efter andra världskriget.

## Folkmord efter andra världskriget

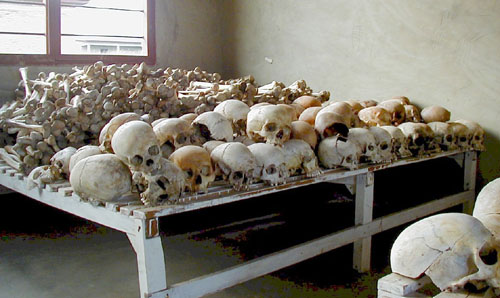
Skallar från offer i folkmordet i Rwanda 1994.

När vidden av nazismens utrotningspolitik stod klar efter andra världskrigets slut förfärades hela världen och aldrig mer skulle något liknande få ske igen. Likväl har mängder med folkmord utförts sedan dess. Nedanstående sammanfattning omfattar inte alla folkmord eller folkmordsliknande brott som begåtts efter 1945. Se även länkar till separata artiklar.
- De Röda khmererna anses under sin knappt fyra år långa regim (1975–1979) i Kambodja ha mördat omkring 1,7 miljoner människor vilket utgjorde cirka 20 procent av Kambodjas befolkning. Förföljelsen riktades mot alla som ansågs stå i vägen för deras utopiska version om ett samhälle där begrepp som städer, pengar och allt annat som uppfattades som "borgerligt" utrotats.[9]

- Folkmordet i Rwanda 1994 anses ha krävt omkring en miljon liv när hutuer mördade människor från minoritetsgruppen tutsi.[10]

- Kina anses av en del historiker ha gjort sig skyldigt till folkmord på den tibetanska befolkningen efter Tibetanska upproret 1959.[11][12][13] Andra forskare kallar det "massakrer av folkmordskaraktär".[14]

- I Sovjetunionen sjönk nivån på den inhemska terrorn radikalt efter Josef Stalins död 1953. I det Afghansk-sovjetiska kriget 1979–1989 och i Tjetjenien, (1994–1996, sedan 1999) anses emellertid Sovjetunionen och Ryssland ha begått brott som rubriceras som folkmord.[15]

- I krigen på Balkanhalvön på 1990-talet i samband med upplösningen av Jugoslavien begicks många brott som rubricerats som folkmord.[16] Massakrer och massvåldtäkter på civilbefolkningen förekom allmänt och omfattande etnisk rensning bedrevs. Allra hårdast drabbades den muslimska befolkningen i Bosnien-Hercegovina (bosniakerna) under kriget 1992–1995. Enligt beräkningar krävde kriget i Bosnien 176 000 människoliv.[17] Även i krigen i Kroatien och Kosovo förekom övergrepp mot civilbefolkningen. Internationella domstolen i Haag fastställde 2015 att serbiska styrkors attack mot den kroatiska staden Vukovar 1991 och kroatiska styrkors attack mot Krajina-området 1995 inte var folkmord. Däremot har domstolen tidigare förklarat att massakern i Srebrenica utgjorde folkmord. Då mördades uppemot 8 000 bosniaker av bosnienserbiska trupper.[18]

- Mengistu Haile Mariam, marxist-leninistisk ledare i Etiopien mellan 1974 och 1991, dömdes i december 2006 efter en tolv år lång rättslig process för folkmord på tiotusental etiopier och eritreaner.[19]

## Olika typer av folkmord
Folkmord utförs av olika skäl. Det går att urskilja åtminstone fyra huvudtyper:
- Folkmord på urbefolkningar – till exempel indianerna och Australiens aboriginer

- Folkmord till följd av etniska eller etnopolitiska konflikter – massmord på vissa grupper i samband eller som följd av självständighet efter kolonialism – till exempel folkmordet i Rwanda.

- Folkmord på minoritetsgrupper – till exempel förintelsen, folkmordet på armenierna, och enligt vissa, Kinas övergrepp mot tibetaner.

- Politiska massmord – till exempel nazisternas avrättningar och interneringar av kommunister i koncentrationslägren,  Stalinregimens våld mot inbillade fiender och politiska grupper, massmorden i Kambodja, Suhartos massmord på kommunister och Idi Amins förföljelser i Uganda.

En del folkmord har inslag av flera olika typer även om en variant "dominerar", till exempel folkmorden i Kambodja och Sovjetunionen. I båda fallen dominerade politiskt massvåld men där fanns även inslag av folkmord på etniska minoriteter, till exempel Stalinregimens deportationer av flera folkgrupper under andra världskriget.
Notera då att den sistnämnda kategorin officiellt inte omfattas av folkmordskonventionen, åtminstone så länge våldet "bara" omfattar politiska och sociala grupper/klasser. Flertalet folkrättsexperter anser idag ändå att olika varianter av politiska massmord också är folkmord även enligt gällande definitioner då grundideologin bakom brotten är väldigt lik de andra kategorierna.
Av alla de folkmord som begåtts i historien anser ändå många att förintelsen intar en viss särställning på grund av det sätt den utfördes. Nazisternas utrotning av "icke önskvärda" befolkningsgrupper utfördes på rent "industriellt" sätt. Inget annat känt massmord i historien har haft ett så "väloljat" maskineri och knappast några andra som begått folkmord har så tydligt pekat ut vilka grupper som skulle utrotas.

## Democide
R.J. Rummel har lanserat begreppet democide som omfattar olika sorters mord som en regering kan utföra. I sin forskning har Rummel redovisat antal offer enligt democide-begreppet för tiden före 1900-talet och för 1900-talet. Se democide för sammanställning av statistiken.[källa behövs]